# 마크 투안
마크(본명: 마크 이엔 투안 (Mark Yi-En Tuan, 돤이언, 段宜恩, 단의은), 1993년 9월 4일 ~ )는 가수이며, 대한민국의 보이 그룹 GOT7의 멤버이다.

## 수상 목록
- 2024년 제33회 하이원 서울가요대상 글로벌 프로듀서상

## 같이 보기
- GOT7의 음반 목록
- GOT7의 음반 내용과 참여 목록
- GOT7의 음반 외 활동 목록
- GOT7의 수상 목록